# برج ميت لايف
برج مِيت لايف (بالإنجليزية:Met Life Tower) وهي الاسم المختصر للإسم الكامل Metropolitan Life Insurance Company Tower ، هذه المبنى توجد في مدينة نيويورك بالولايات المتحدة الأمريكية ، بدأ أعمال البناء سنة 1893 وأنجزت سنة 1909 ، وتتكون من 50 طابقاً ، وتعد هذه المبنى بوجود الساعة .

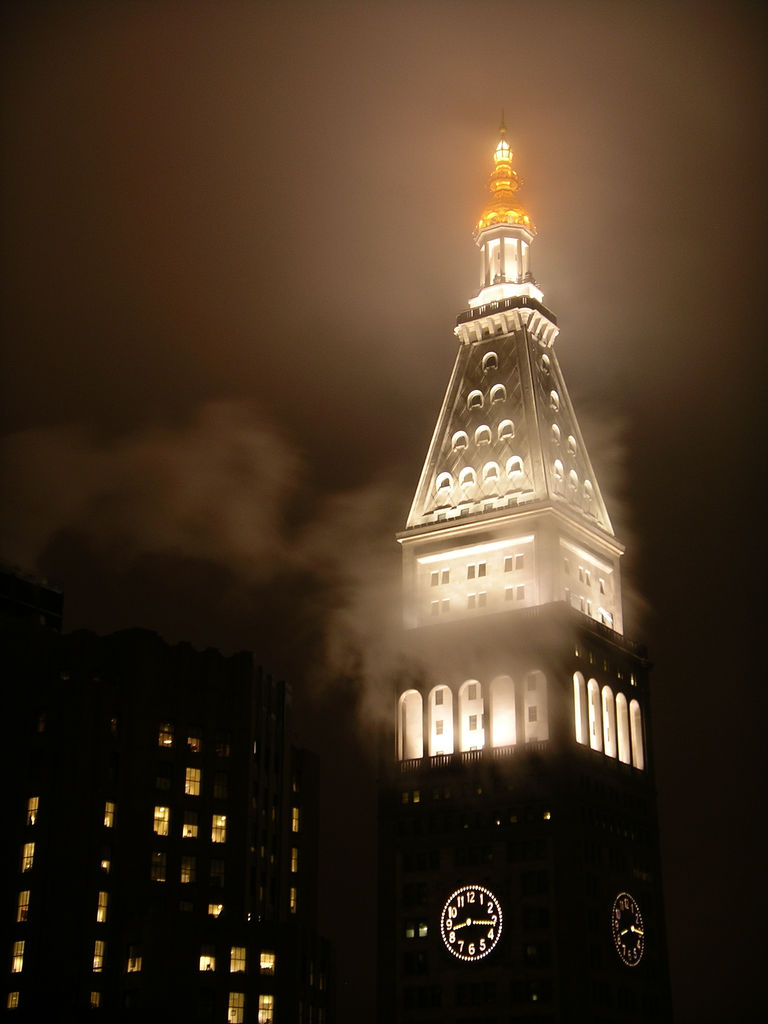
صورة لأعلى برج مِيِت لايف ليلاً

## وصلات خارجية
- Statement of Significance نسخة محفوظة 20 أكتوبر 2007 على موقع واي باك مشين. as a National Historic Landmark
- Google Maps – Satellite Photo